# 福田岳洋
福田 岳洋（ふくだ たけひろ、1983年4月9日 - ）は、大阪府高槻市出身の元プロ野球選手（投手）。

## 経歴

### 横浜入団前
京都府の大谷高校から、一浪を経て高知大学教育学部に進学し四国地区大学リーグで1年秋には1部リーグ最多勝で優勝に貢献した。
大学卒業後は一旦は野球を断念し、スポーツ科学を専攻するために京都大学大学院へ進学したが野球への思いが断ちきれず、大学院在籍中に社会人野球のクラブチームであるRitsベースボールクラブに加入し、2007年の全日本クラブ野球選手権に同チームの初出場に貢献した。
2008年に四国・九州アイランドリーグ・香川オリーブガイナーズのトライアウトに合格し入団した（大学院は休学、その後横浜入団前に中退した）。
2009年、同年のドラフト会議で横浜ベイスターズが5位指名で交渉権を獲得し契約金1000万円、年俸600万円（金額は推定）で契約した。新入団発表の席ではプロ入りまで紆余曲折があったことを踏まえ、「ハマのバガボンドと呼んでほしい。」とコメントした。

### 横浜時代
2010年、8月19日に一軍登録され、シーズン終了まで中継ぎや敗戦処理を中心に18試合に登板し、防御率3.38（1ホールド）という成績を残した。四国・九州アイランドリーグ出身のNPB選手で、一軍登録後、抹消を受けずにシーズンを終了したのは福田が初めてである。2011年は左膝を痛め、一軍での登板機会はなかった。同シーズンオフに左膝を手術。
2012年、7月15日に2年ぶりに一軍登録され、中継ぎとして5試合に登板したが、8月1日の広島東洋カープ戦、8月4日の対読売ジャイアンツ戦でいずれも自責点4とふるわず、8月10日に登録を抹消された。
2013年、1軍では2試合の登板に終わり10月9日に球団から戦力外通告、12月2日付で自由契約選手公示された。30歳で現役引退。

### 現役引退後
会計事務所に勤務しながら大学院でのスポーツ科学研究もおこなったのち、2017年1月よりNTTコミュニケーション科学基礎研究所（スポーツ脳科学プロジェクト）リサーチスペシャリストとして活動している。

## 選手としての特徴・人物
最速150km/hのストレート、スライダー、カーブ、フォークを投げ分ける。

## 詳細情報

### 年度別投手成績
| 年 度     | 球 団     | 登 板 | 先 発 | 完 投 | 完 封 | 無 四 球 | 勝 利 | 敗 戦 | セ 丨 ブ | ホ 丨 ル ド | 勝 率 | 打 者 | 投 球 回 | 被 安 打 | 被 本 塁 打 | 与 四 球 | 敬 遠 | 与 死 球 | 奪 三 振 | 暴 投 | ボ 丨 ク | 失 点 | 自 責 点 | 防 御 率 | W H I P |
| --------- | --------- | ----- | ----- | ----- | ----- | -------- | ----- | ----- | -------- | ----------- | ----- | ----- | -------- | -------- | ----------- | -------- | ----- | -------- | -------- | ----- | -------- | ----- | -------- | -------- | ------- |
| 2010      | 横浜 DeNA | 18    | 0     | 0     | 0     | 0        | 0     | 0     | 0        | 1           | ----  | 101   | 24.0     | 17       | 2           | 16       | 0     | 1        | 15       | 2     | 0        | 10    | 9        | 3.38     | 1.38    |
| 2012      | 横浜 DeNA | 5     | 0     | 0     | 0     | 0        | 0     | 0     | 0        | 0           | ----  | 41    | 8.1      | 9        | 1           | 5        | 0     | 1        | 6        | 0     | 0        | 10    | 9        | 9.72     | 1.68    |
| 2013      | 横浜 DeNA | 2     | 0     | 0     | 0     | 0        | 0     | 0     | 0        | 0           | ----  | 15    | 3.0      | 6        | 0           | 0        | 0     | 0        | 3        | 0     | 0        | 3     | 3        | 9.00     | 2.00    |
| 通算：3年 | 通算：3年 | 25    | 0     | 0     | 0     | 0        | 0     | 0     | 0        | 1           | ----  | 157   | 35.1     | 32       | 3           | 21       | 0     | 2        | 24       | 2     | 0        | 23    | 21       | 5.35     | 1.50    |

- 横浜（横浜ベイスターズ）は、2012年にDeNA（横浜DeNAベイスターズ）に球団名を変更

### 記録
NPB
- 初登板：2010年8月19日、対阪神タイガース15回戦（横浜スタジアム）、9回表に7番手で救援登板・完了、1回無失点[6]
- 初奪三振：2010年8月28日、対中日ドラゴンズ19回戦（横浜スタジアム）、9回表に森野将彦から空振り三振[7]
- 初ホールド：2010年9月5日、対東京ヤクルトスワローズ22回戦（横浜スタジアム）、5回表に3番手で救援登板、2回無失点[8]

### 独立リーグでの投手成績
| 年 度     | 球 団     | 登 板 | 完 封 | 勝 利 | 敗 戦 | セ 丨 ブ | 投 球 回 | 与 四 球 | 与 死 球 | 奪 三 振 | 自 責 点 | 防 御 率 |
| --------- | --------- | ----- | ----- | ----- | ----- | -------- | -------- | -------- | -------- | -------- | -------- | -------- |
| 2008      | 香川      | 25    | 2     | 9     | 5     | 1        | 138.1    | 44       | 6        | 81       | 30       | 1.95     |
| 2009      | 香川      | 27    | 1     | 10    | 5     | 1        | 144.2    | 24       | 4        | 113      | 36       | 2.24     |
| 通算：2年 | 通算：2年 | 52    | 3     | 19    | 10    | 2        | 283.0    | 68       | 10       | 194      | 66       | 2.10     |

### 背番号
- 11 （2008年 - 2009年）
- 49 （2010年 - 2013年）